# Raizúa
Raizúa es un asentamiento en Encrucijada, provincia Villa Clara, Cuba.

## Geografía
Raizua tiene un lote de caballería llamado "Micaela". Raizua limita al norte con la finca Luis Pérez y al este con la finca José Pérez Vergara.

## Educación
Los asentamientos de Raizua, Paso Real y Pavón cuentan con 3 Escuelas Mixtas, que son escuelas en Cuba que cuentan con alumnos de ambos sexos. La de Raizua se llama "La Escuela de Raizua".
El municipio cuenta con 6 Salas de TV en Sierrezuela, Media Luna, Vista Hermosa, Las Cabezadas, Raizua y Embarcadero.

## Historia
Raizua formaba parte del Distrito de Calabazar.
Bajo el mando del general Máximo Gómez en la Guerra de los Diez Años hubo un combate en Raizua, con el tren de Sagua La Grande a Raizua fue atacado por Luis Morejón, entonces teniente coronel, donde resultó herido Y la asistente Vega fue asesinada.
En 1963 durante la Rebelión del Escambray, Raizua fue patrullada por el comandante Raúl Menéndez Tomassevich, que luchó contra las tropas del Capitán Mingo Melena, que estaba en contra del “régimen comunista”. En los combates estuvo Mingo Melena, Sergio García González (primo de Mingo), Luis Camilo, El Negro Faife, Ramón Trejo Rojas, y más.